# Jorge Farinacci
Jorge Aurelio "Fari" Farinacci Garcia (* 1949 in San Germán, Puerto Rico; † 26. August 2006 in San Juan, Puerto Rico) war ein sozialistischer puerto-ricanischer Politiker.
Das Studium der Politikwissenschaften schloss er mit einem Bachelor ab. 1976 war er einer der Gründer der Partido Revolucionario de los Trabajadores Puertorriqueños (PRTP).
Um die politischen Aktivitäten seiner Partei zu finanzieren, verübte er mit Parteigenossen 1983 einen Überfall auf eine Filiale der Wells Fargo Bank, für den er später eine dreijährige Gefängnisstrafe verbüßte.
Der ausgesprochene Befürworter einer Unabhängigkeit von Puerto Rico und erklärte Gegner der Regierung Bush war zuletzt einer der Sprecher der Sozialistischen Front Puerto Ricos.